# Pholetesor laetus
Pholetesor laetus är en stekelart som först beskrevs av Marshall 1885.  Pholetesor laetus ingår i släktet Pholetesor och familjen bracksteklar. Inga underarter finns listade i Catalogue of Life.